# Sognando
Sognando è un album in studio del cantautore Don Backy pubblicato nel 1978, primo lavoro inciso dall'artista per la sua etichetta Ciliegia Bianca.
Tutte le canzoni fanno parte della commedia a fumetti chiamata appunto Sognando, andata in onda Su RAI 2 nel 1978, della quale vi è anche un libro.

## Tracce

### Su LP
Testi e musiche di Don Backy
Parte 1a
1. La banda Carcioffoli – 3:12
2. Destino – 3:53
3. Un vento arriverà – 2:50
4. Il progresso – 4:01
5. Lo spirito della natura – 3:43
6. Canto della felicità perduta – 3:08

Durata totale: 20:47
Parte 2a
1. Il genio (cantata da Gigi Sabani con la voce di Totò) – 2:52
2. L'inganno – 3:11
3. Tra i fiori nel vento – 3:20
4. Natura o cemento – 2:54
5. Sognando – 3:56
6. Fine – 4:36

Durata totale: 20:49

### Su CD
Testi e musiche di Don Backy
1. La banda Carcioffoli – 3:12
2. Destino – 3:53
3. Un vento arriverà – 2:50
4. Il progresso – 4:01
5. Lo spirito della natura – 3:43
6. Canto della felicità perduta – 3:08
7. Il genio – 2:52
8. L'inganno – 3:11
9. Tra i fiori nel vento – 3:20
10. Natura o cemento – 2:54
11. Sognando – 3:56
12. Fine – 4:36
13. Il pianeta del sole – 5:22
14. Einstein De Ciuchibus – 4:35
15. È l'amore – 3:31
16. Viaggio – 4:30

Durata totale: 59:34

## Formazione
- Don Backy - voce, cori (brani: La banda carciofolli, Lo spirito della natura, Il genio e Natura o cemento)
- Adelmo Musso - direttore orchestra, arrangiamenti

Altri musicisti
- I Nostri Figli - cori (brani: La banda carciofolli e Canto della felicità perduta)
- Donatella Pintamiglia, Silvana Noris - cori (brano: Lo spirito della natura)
- Gigi Sabani - cori (brano: Il genio)
- I bambini di Mario Di Mario - cori (brani: Il progresso, Il genio e Natura o cemento)

Note aggiuntive:
- Franco Patrignani e Marco - incisione e mixages
- Nicoletta Artom - coordinamento e regia TV
- Per il filmato - Truka TV